# Friedrich Carl Müller (Politiker, 1862)

Friedrich Carl Müller

 Friedrich Carl Müller (* 24. Mai 1862 in Hirschfelde; † 31. Mai 1916 ebenda) war ein deutscher Unternehmer in der Textilindustrie und Politiker (NLP).

## Leben und Wirken
Nach dem Tod seines Vaters Heinrich Müller (1824–1899) war er neben seiner Schwester  Luise Henriette Dodel geb. Müller (1863–1946) Besitzer der Flachsspinnerei Hirschfelde H. C. Müller, Besitzer des an der Hirschfelder Komturgasse befindlichen Mühlguts mit 48 Hektar Grundbesitz, der Ziegelei Hirschfelde und der Filialfabrik der Flachsspinnerei Hirschfelde im böhmischen Wustung bei Friedland. Sein Vermögen wurde 1912 mit 1 Million Mark angegeben, sein Einkommen mit 80.000 Mark. Als Vertreter des 1. ländlichen Wahlkreises gehörte Müller von 1907 bis 1909 der II. Kammer des Sächsischen Landtags an.
Müller war seit 10. Juli 1900 mit Anna Helene Knoblauch (* 19. Februar 1879 in Rohnau; † 30. März 1965 in Zittau), Tochter des Ratsförsters Adolph Ferdinand Knoblauch in Rohnau, verheiratet. Die Ehe blieb kinderlos. Nach dem Tod Müllers heiratete sie am 12. April 1917 (Kriegstrauung) den Cottbuser Kaufmann und Textilunternehmer Max Lehmann (1888–1940). 1918 wurde der gesamte Müllersche Besitz unter den Mitgliedern der Erbengemeinschaft aufgeteilt.